# Weraroa
Weraroa Singer – rodzaj grzybów z rodziny podziemniczkowatych (Hymenogastraceae). W najnowszej edycji Dictionary of the Fungi oraz Index Fungorum został uznany za synonim rodzaju Psilocybe

## Systematyka
Pozycja w klasyfikacji według Index FungorumHymenogastraceae, Agaricales, Agaricomycetidae, Agaricomycetes, Agaricomycotina, Basidiomycota, Fungi.
Gatunki
- Weraroa coprophila A.H. Sm. 1965
- Weraroa nivalis A.H. Sm. 1965
- Weraroa patagonica Singer & J.E. Wright 1959
- Weraroa spadicea Singer 1959
- Weraroa virescens (Massee) Singer & A.H. Sm. 1958

Wykaz gatunków i nazwy naukowe na podstawie Index Fungorum.